# Llista de monuments del districte de Rodés
Llista de monuments del districte de Rodés (Avairon) registrats com a monuments històrics, bé catalogats d'interès nacional (classé) o bé inventariats d'interès regional (inscrit).
| Monument                                                               | Prot. | Època             | Localització                                             | Coordenades                                          | Codi?      | Imatge |
| ---------------------------------------------------------------------- | ----- | ----------------- | -------------------------------------------------------- | ---------------------------------------------------- | ---------- | --- |
| Zona arqueològica del dolmen d'Agenh d'Avairon                         | Inv.  |                   | Agenh d'Avairon                                          | 44° 21′ 45″ N, 2° 40′ 30″ E / 44.3624°N,2.6749°E     | PA12000004 | Carregueu una nova foto d'aquest monument |
| Església Saint-Martin                                                  | Inv.  | Segles XI-XII     | Alpuèg                                                   | 44° 45′ 46″ N, 2° 50′ 52″ E / 44.76284°N,2.847916°E  | PA00093956 | Església Saint-Martin · Vegeu més fotos d'aquest monument · Carregueu una nova foto d'aquest monument                                                  |
| Església Notre-Dame d'Aures                                            | Inv.  |                   | Arviu                                                    | 44° 11′ 24″ N, 2° 39′ 37″ E / 44.189982°N,2.66019°E  | PA12000030 | Església Notre-Dame d'Aures · Vegeu més fotos d'aquest monument · Carregueu una nova foto d'aquest monument                                            |
| Església de Verlac                                                     | Cat.  |                   | Aurèla e Verlac Verlac                                   | 44° 30′ 22″ N, 3° 00′ 28″ E / 44.506035°N,3.007808°E | PA00093959 | Església de Verlac · Modifica el valor a Wikidata · Carregueu una nova foto d'aquest monument                                                          |
| Antiga església d'Aurèla                                               | Inv.  | 1384              | Aurèla e Verlac Aurèla                                   | 44° 31′ 17″ N, 2° 59′ 19″ E / 44.521349°N,2.988598°E | PA00093958 | Antiga església d'Aurèla · Vegeu més fotos d'aquest monument · Carregueu una nova foto d'aquest monument                                               |
| Església                                                               | Cat.  | Segle XII         | Ausits                                                   | 44° 30′ 12″ N, 2° 19′ 28″ E / 44.503426°N,2.324405°E | PA00093960 | Església · Vegeu més fotos d'aquest monument · Carregueu una nova foto d'aquest monument                                                               |
| Ruïnes de l'antic priorat del Sauvage                                  | Inv.  | Segle XIII        | Balsac Le Sauvage                                        | 44° 23′ 06″ N, 2° 27′ 19″ E / 44.385015°N,2.455266°E | PA00093961 | Ruïnes de l'antic priorat del Sauvage · Vegeu més fotos d'aquest monument · Carregueu una nova foto d'aquest monument                                  |
| Castell                                                                | Inv.  | Segle XVI         | Balsac                                                   | 44° 24′ 08″ N, 2° 26′ 36″ E / 44.4023°N,2.4434°E     | PA12000040 | Castell · Carregueu una nova foto d'aquest monument |
| Vieux Pont                                                             | Inv.  |                   | Bèlcastèl                                                | 44° 23′ 17″ N, 2° 20′ 09″ E / 44.387947°N,2.335895°E | PA00093963 | Vieux Pont · Vegeu més fotos d'aquest monument · Carregueu una nova foto d'aquest monument                                                             |
| Restes del castell                                                     | Inv.  |                   | Bèlcastèl                                                | 44° 23′ 20″ N, 2° 20′ 10″ E / 44.388889°N,2.336111°E | PA00093962 | Restes del castell · Carregueu una nova foto d'aquest monument                                                                                         |
| Església d'Anglars                                                     | Inv.  |                   | Bertolena                                                | 44° 24′ 38″ N, 2° 46′ 56″ E / 44.410545°N,2.782285°E | PA00093966 | Església d'Anglars · Vegeu més fotos d'aquest monument · Carregueu una nova foto d'aquest monument                                                     |
| Castell de les Bourines i dependències                                 | Cat.  |                   | Bertolena                                                | 44° 25′ 07″ N, 2° 48′ 34″ E / 44.418611°N,2.809444°E | PA00093965 | Castell de les Bourines i dependències · Vegeu més fotos d'aquest monument · Carregueu una nova foto d'aquest monument                                 |
| Església d'Ayrinhac                                                    | Inv.  |                   | Bertolena                                                | 44° 23′ 03″ N, 2° 47′ 30″ E / 44.384055°N,2.791649°E | PA12000044 | Església d'Ayrinhac · Vegeu més fotos d'aquest monument · Carregueu una nova foto d'aquest monument                                                    |
| Zona arqueològica del dolmen 1 de les Bourines                         | Inv.  |                   | Bertolena                                                | 44° 25′ 31″ N, 2° 48′ 36″ E / 44.4252°N,2.81°E       | PA00135442 | Zona arqueològica del dolmen 1 de les Bourines · Vegeu més fotos d'aquest monument · Carregueu una nova foto d'aquest monument                         |
| Església                                                               | Cat.  |                   | Bessuèjols                                               | 44° 31′ 35″ N, 2° 43′ 48″ E / 44.526403°N,2.730047°E | PA00093967 | Església · Vegeu més fotos d'aquest monument · Carregueu una nova foto d'aquest monument                                                               |
| Església Saint-Martin-de-Cormières                                     | Inv.  |                   | Lo Bisbal                                                | 44° 19′ 50″ N, 2° 46′ 36″ E / 44.330539°N,2.776802°E | PA00094200 | Església Saint-Martin-de-Cormières · Vegeu més fotos d'aquest monument · Carregueu una nova foto d'aquest monument                                     |
| Església Sainte-Fauste                                                 | Cat.  | Segle XII         | Boason                                                   | 44° 28′ 15″ N, 2° 43′ 04″ E / 44.470923°N,2.717813°E | PA00093972 | Església Sainte-Fauste · Vegeu més fotos d'aquest monument · Carregueu una nova foto d'aquest monument                                                 |
| Església d'Aboul                                                       | Inv.  |                   | Boason                                                   | 44° 26′ 28″ N, 2° 42′ 41″ E / 44.441248°N,2.711438°E | PA00093971 | Església d'Aboul · Vegeu més fotos d'aquest monument · Carregueu una nova foto d'aquest monument                                                       |
| Antiga granja monàstica de Séveyrac                                    | Inv.  |                   | Boason                                                   | 44° 27′ 18″ N, 2° 40′ 19″ E / 44.454967°N,2.67195°E  | PA12000028 | Antiga granja monàstica de Séveyrac · Vegeu més fotos d'aquest monument · Carregueu una nova foto d'aquest monument                                    |
| Zona arqueològica del dolmen de la Fontaine-aux-Chiens                 | Inv.  |                   | Boason                                                   | 44° 28′ 18″ N, 2° 45′ 48″ E / 44.4717°N,2.7634°E     | PA00132658 | Carregueu una nova foto d'aquest monument |
| Castell de Bornasèl                                                    | Cat.  | 1545              | Bornasèl                                                 | 44° 27′ 34″ N, 2° 17′ 56″ E / 44.459444°N,2.298889°E | PA00093969 | Castell de Bornasèl · Vegeu més fotos d'aquest monument · Carregueu una nova foto d'aquest monument                                                    |
| Església                                                               | Cat.  | 1470              | Bossac                                                   | 44° 16′ 43″ N, 2° 21′ 58″ E / 44.278529°N,2.366036°E | PA00093970 | Església · Carregueu una nova foto d'aquest monument                                                                                                   |
| Casa del segle xv                                                      | Inv.  | Segle XV          | Brocmat                                                  | 44° 49′ 49″ N, 2° 40′ 59″ E / 44.83031°N,2.682964°E  | PA00093975 | Casa del segle xv · Vegeu més fotos d'aquest monument · Carregueu una nova foto d'aquest monument                                                      |
| Església d'Albinhac                                                    | Cat.  | Segle XV          | Brocmat                                                  | 44° 50′ 51″ N, 2° 43′ 09″ E / 44.847606°N,2.71912°E  | PA00093974 | Església d'Albinhac · Vegeu més fotos d'aquest monument · Carregueu una nova foto d'aquest monument                                                    |
| Església                                                               | Inv.  | Segle XV          | Brocmat                                                  | 44° 49′ 48″ N, 2° 40′ 59″ E / 44.830069°N,2.68315°E  | PA00093973 | Església · Vegeu més fotos d'aquest monument · Carregueu una nova foto d'aquest monument                                                               |
| Església Saint-Cyrice et Sainte-Juliette de Rueyres                    | Inv.  |                   | Brocmat                                                  | 44° 46′ 45″ N, 2° 41′ 31″ E / 44.779128°N,2.691824°E | PA00135443 | Església Saint-Cyrice et Sainte-Juliette de Rueyres · Vegeu més fotos d'aquest monument · Carregueu una nova foto d'aquest monument                    |
| Castell d'Albinhac                                                     | Inv.  |                   | Brocmat                                                  | 44° 50′ 53″ N, 2° 43′ 06″ E / 44.848063°N,2.71832°E  | PA00094247 | Castell d'Albinhac · Vegeu més fotos d'aquest monument · Carregueu una nova foto d'aquest monument                                                     |
| Creu de terme                                                          | Cat.  |                   | Calmont place de Ceignac                                 | 44° 16′ 22″ N, 2° 31′ 22″ E / 44.2729°N,2.5227°E     | PA00093982 | Creu de terme · Vegeu més fotos d'aquest monument · Carregueu una nova foto d'aquest monument                                                          |
| Oratori de Ceignac                                                     | Inv.  |                   | Calmont                                                  | 44° 16′ 22″ N, 2° 31′ 22″ E / 44.2729°N,2.5227°E     | PA00093984 | Oratori de Ceignac · Vegeu més fotos d'aquest monument · Carregueu una nova foto d'aquest monument                                                     |
| Llotja                                                                 | Cat.  | Segle XVI         | Calmont Av. de la Basilique                              | 44° 16′ 21″ N, 2° 31′ 25″ E / 44.2726°N,2.5235°E     | PA00093983 | Llotja · Vegeu més fotos d'aquest monument · Carregueu una nova foto d'aquest monument                                                                 |
| Castell del Bosc                                                       | Inv.  |                   | Camjac                                                   | 44° 09′ 52″ N, 2° 22′ 52″ E / 44.164361°N,2.381167°E | PA00093985 | Castell del Bosc · Vegeu més fotos d'aquest monument · Carregueu una nova foto d'aquest monument                                                       |
| Església Saint-Pierre i oratori                                        | Inv.  |                   | Canet de Salars                                          | 44° 14′ 07″ N, 2° 45′ 18″ E / 44.235268°N,2.755008°E | PA00093987 | Església Saint-Pierre i oratori · Vegeu més fotos d'aquest monument · Carregueu una nova foto d'aquest monument                                        |
| Església                                                               | Inv.  |                   | Cassuèjols                                               | 44° 43′ 35″ N, 2° 49′ 03″ E / 44.726305°N,2.81737°E  | PA00093989 | Església · Vegeu més fotos d'aquest monument · Carregueu una nova foto d'aquest monument                                                               |
| Església de Cambon                                                     | Cat.  |                   | Castèlnòu de Mandalhas Le Cambon                         | 44° 30′ 57″ N, 2° 52′ 41″ E / 44.515721°N,2.87802°E  | PA00093990 | Església de Cambon · Vegeu més fotos d'aquest monument · Carregueu una nova foto d'aquest monument                                                     |
| Vestigis del castell de Panat i ruïnes de l'església                   | Inv.  |                   | Claravals                                                | 44° 25′ 50″ N, 2° 25′ 28″ E / 44.430465°N,2.42445°E  | PA00093996 | Vestigis del castell de Panat i ruïnes de l'església · Vegeu més fotos d'aquest monument · Carregueu una nova foto d'aquest monument                   |
| Església parroquial Saint-Blaise                                       | Inv.  | Segle XII         | Claravals                                                | 44° 25′ 39″ N, 2° 24′ 43″ E / 44.427427°N,2.412045°E | PA12000006 | Església parroquial Saint-Blaise · Vegeu més fotos d'aquest monument · Carregueu una nova foto d'aquest monument                                       |
| Església Saint-Védard                                                  | Inv.  |                   | Cobison                                                  | 44° 33′ 11″ N, 2° 43′ 54″ E / 44.553175°N,2.73176°E  | PA00094002 | Església Saint-Védard · Vegeu més fotos d'aquest monument · Carregueu una nova foto d'aquest monument                                                  |
| Castell de Cabrespines                                                 | Inv.  | 1646              | Cobison Crabespines                                      | 44° 35′ 02″ N, 2° 43′ 05″ E / 44.583789°N,2.718113°E | PA00094001 | Castell de Cabrespines · Vegeu més fotos d'aquest monument · Carregueu una nova foto d'aquest monument                                                 |
| Pont sobre el Dourdou                                                  | Inv.  | Segle XIV         | Concas                                                   | 44° 35′ 53″ N, 2° 23′ 33″ E / 44.598167°N,2.392556°E | PA00094000 | Pont sobre el Dourdou · Vegeu més fotos d'aquest monument · Carregueu una nova foto d'aquest monument                                                  |
| Antiga abadia Santa Fe                                                 | Cat.  |                   | Concas                                                   | 44° 35′ 58″ N, 2° 23′ 52″ E / 44.599314°N,2.397873°E | PA00093999 | Antiga abadia Santa Fe · Vegeu més fotos d'aquest monument · Carregueu una nova foto d'aquest monument                                                 |
| Ruïnes del castell de Vallon                                           | Inv.  | Segle XIV         | La Crotz de Barrés                                       | 44° 44′ 10″ N, 2° 37′ 57″ E / 44.73611°N,2.6325°E    | PA00094039 | Ruïnes del castell de Vallon · Vegeu més fotos d'aquest monument · Carregueu una nova foto d'aquest monument                                           |
| Església                                                               | Inv.  |                   | Cruèjols                                                 | 44° 26′ 39″ N, 2° 51′ 19″ E / 44.4442°N,2.8553°E     | PA00094011 | Església · Vegeu més fotos d'aquest monument · Carregueu una nova foto d'aquest monument                                                               |
| Creu de la Roussarie                                                   | Cat.  |                   | Curièiras                                                | 44° 38′ 34″ N, 2° 52′ 20″ E / 44.6427°N,2.8723°E     | PA00094012 | Carregueu una nova foto d'aquest monument |
| Pont sobre la Truyère                                                  | Cat.  | Segle XIV         | Entraygues-sur-Truyère                                   | 44° 38′ 59″ N, 2° 34′ 01″ E / 44.64968°N,2.566999°E  | PA00094014 | Pont sobre la Truyère · Vegeu més fotos d'aquest monument · Carregueu una nova foto d'aquest monument                                                  |
| Maison Vialette                                                        | Inv.  | Segle XVI         | Entraygues-sur-Truyère                                   | 44° 38′ 41″ N, 2° 33′ 54″ E / 44.644767°N,2.565014°E | PA00094013 | Maison Vialette · Vegeu més fotos d'aquest monument · Carregueu una nova foto d'aquest monument                                                        |
| Antiga església Saint-Jean-Baptiste, actualment museu Joseph Vaylet    | Inv.  |                   | Espaliu boulevard Joseph-Poulenc                         | 44° 31′ 16″ N, 2° 45′ 45″ E / 44.52119°N,2.762426°E  | PA00094017 | Antiga església Saint-Jean-Baptiste, actualment museu Joseph Vaylet · Vegeu més fotos d'aquest monument · Carregueu una nova foto d'aquest monument    |
| Pont-Vieux                                                             | Cat.  | Segle XIII        | Espaliu                                                  | 44° 31′ 21″ N, 2° 45′ 49″ E / 44.522467°N,2.763718°E | PA00094020 | Pont-Vieux · Vegeu més fotos d'aquest monument · Carregueu una nova foto d'aquest monument                                                             |
| Antic palau de justícia                                                | Cat.  |                   | Espaliu                                                  | 44° 31′ 20″ N, 2° 45′ 49″ E / 44.52216°N,2.763498°E  | PA00094019 | Antic palau de justícia · Vegeu més fotos d'aquest monument · Carregueu una nova foto d'aquest monument                                                |
| Recinte fortificat de la vila de Flaujac                               | Inv.  |                   | Espaliu Flaujac                                          | 44° 31′ 38″ N, 2° 47′ 16″ E / 44.527173°N,2.787876°E | PA00094018 | Recinte fortificat de la vila de Flaujac · Vegeu més fotos d'aquest monument · Carregueu una nova foto d'aquest monument                               |
| Castell de Masse                                                       | Inv.  | Segle XV          | Espaliu Masse                                            | 44° 32′ 23″ N, 2° 47′ 10″ E / 44.539596°N,2.786161°E | PA00094016 | Castell de Masse · Vegeu més fotos d'aquest monument · Carregueu una nova foto d'aquest monument                                                       |
| Capella de Perse                                                       | Cat.  | Segle XI          | Espaliu                                                  | 44° 31′ 04″ N, 2° 46′ 16″ E / 44.517688°N,2.771212°E | PA00094015 | Capella de Perse · Vegeu més fotos d'aquest monument · Carregueu una nova foto d'aquest monument                                                       |
| Vestigis del castell i de la capella de Calmont-d'Olt                  | Cat.  |                   | Espaliu                                                  | 44° 31′ 05″ N, 2° 45′ 10″ E / 44.517947°N,2.752708°E | PA00094233 | Vestigis del castell i de la capella de Calmont-d'Olt · Vegeu més fotos d'aquest monument · Carregueu una nova foto d'aquest monument                  |
| Ajuntament                                                             | Inv.  | 1569              | Estanh                                                   | 44° 33′ 20″ N, 2° 40′ 17″ E / 44.555557°N,2.67137°E  | PA00094024 | Ajuntament · Vegeu més fotos d'aquest monument · Carregueu una nova foto d'aquest monument                                                             |
| Església Saint-Blaise de Vinnac                                        | Inv.  | Segle XII         | Estanh Vinnac                                            | 44° 32′ 59″ N, 2° 41′ 58″ E / 44.549642°N,2.699313°E | PA00094023 | Església Saint-Blaise de Vinnac · Vegeu més fotos d'aquest monument · Carregueu una nova foto d'aquest monument                                        |
| Església                                                               | Inv.  |                   | Estanh                                                   | 44° 33′ 14″ N, 2° 40′ 22″ E / 44.553804°N,2.672676°E | PA00094022 | Església · Vegeu més fotos d'aquest monument · Carregueu una nova foto d'aquest monument                                                               |
| Castell                                                                | Cat.  | Segles XV-XVI     | Estanh                                                   | 44° 33′ 15″ N, 2° 40′ 27″ E / 44.55417°N,2.67417°E   | PA00094021 | Castell · Vegeu més fotos d'aquest monument · Carregueu una nova foto d'aquest monument                                                                |
| Pont d'Estanh                                                          | Inv.  |                   | Estanh i Sebrasac sobre l'Òlt                            | 44° 33′ 11″ N, 2° 40′ 19″ E / 44.552946°N,2.671933°E | PA12000037 | Pont d'Estanh · Vegeu més fotos d'aquest monument · Carregueu una nova foto d'aquest monument                                                          |
| Capella de l'Ouradou                                                   | Inv.  | 1524              | Estanh                                                   | 44° 33′ 44″ N, 2° 39′ 54″ E / 44.5622°N,2.6651°E     | PA12000007 | Capella de l'Ouradou · Vegeu més fotos d'aquest monument · Carregueu una nova foto d'aquest monument                                                   |
| Antiga església                                                        | Cat.  |                   | Flavinh                                                  | 44° 17′ 25″ N, 2° 36′ 17″ E / 44.290353°N,2.604633°E | PA00094027 | Antiga església · Vegeu més fotos d'aquest monument · Carregueu una nova foto d'aquest monument                                                        |
| Església de Sainte-Affrique-du-Causse                                  | Cat.  |                   | Gabriac                                                  | 44° 28′ 02″ N, 2° 48′ 10″ E / 44.467218°N,2.802813°E | PA00094031 | Església de Sainte-Affrique-du-Causse · Vegeu més fotos d'aquest monument · Carregueu una nova foto d'aquest monument                                  |
| Castell de Tholet                                                      | Inv.  |                   | Gabriac Tholet                                           | 44° 27′ 06″ N, 2° 46′ 41″ E / 44.451539°N,2.778141°E | PA00094030 | Castell de Tholet · Vegeu més fotos d'aquest monument · Carregueu una nova foto d'aquest monument                                                      |
| Castell de Lugans                                                      | Inv.  |                   | Galhac de Roergue                                        | 44° 22′ 03″ N, 2° 53′ 24″ E / 44.367629°N,2.889923°E | PA00094032 | Castell de Lugans · Vegeu més fotos d'aquest monument · Carregueu una nova foto d'aquest monument                                                      |
| Zona arqueològica del dolmen de Saplous II                             | Inv.  |                   | Galhac de Roergue                                        | 44° 22′ 01″ N, 2° 56′ 54″ E / 44.3669°N,2.9484°E     | PA00135444 | Zona arqueològica del dolmen de Saplous II · Modifica el valor a Wikidata · Carregueu una nova foto d'aquest monument                                  |
| Dolmen de la Vernhiette                                                | Cat.  |                   | Galhac de Roergue los Cans                               | 44° 22′ 06″ N, 2° 56′ 22″ E / 44.368264°N,2.939455°E | PA00094034 | Carregueu una nova foto d'aquest monument |
| Dolmen de Lespinasse                                                   | Cat.  |                   | Galhac de Roergue le Causse                              | 44° 21′ 01″ N, 2° 55′ 54″ E / 44.3503°N,2.9316°E     | PA00094033 | Carregueu una nova foto d'aquest monument |
| Castell de Selves                                                      | Cat.  |                   | Gandvabre Hameau de la Vinzelle                          | 44° 38′ 39″ N, 2° 20′ 12″ E / 44.644167°N,2.336667°E | PA00094037 | Castell de Selves · Vegeu més fotos d'aquest monument · Carregueu una nova foto d'aquest monument                                                      |
| Zona arqueològica del dolmen de la Serre                               | Inv.  |                   | Gotrens                                                  | 44° 26′ 37″ N, 2° 23′ 47″ E / 44.4436°N,2.3963°E     | PA00132660 | Zona arqueològica del dolmen de la Serre · Carregueu una nova foto d'aquest monument                                                                   |
| Oratori                                                                | Cat.  |                   | Gramond antic cementiri                                  | 44° 15′ 55″ N, 2° 21′ 54″ E / 44.2652°N,2.365°E      | PA00094036 | Oratori · Carregueu una nova foto d'aquest monument |
| Domaine du Château d'Oustrac                                           | Inv.  | Segles XVIII-XIX  | La Guiòla Oustrac                                        | 44° 41′ 03″ N, 2° 50′ 11″ E / 44.684297°N,2.836443°E | PA12000041 | Domaine du Château d'Oustrac · Vegeu més fotos d'aquest monument · Carregueu una nova foto d'aquest monument                                           |
| Antic presbiteri                                                       | Inv.  |                   | La Guiòla                                                | 44° 41′ 04″ N, 2° 50′ 43″ E / 44.684444°N,2.845354°E | PA00094042 | Antic presbiteri · Vegeu més fotos d'aquest monument · Carregueu una nova foto d'aquest monument                                                       |
| Església Saint-Matthieu                                                | Inv.  |                   | La Guiòla                                                | 44° 41′ 05″ N, 2° 50′ 41″ E / 44.684803°N,2.844699°E | PA00094041 | Església Saint-Matthieu · Vegeu més fotos d'aquest monument · Carregueu una nova foto d'aquest monument                                                |
| Castell de la Boissonnade                                              | Inv.  |                   | La Guiòla                                                | 44° 42′ 01″ N, 2° 49′ 59″ E / 44.700254°N,2.833024°E | PA00094040 | Castell de la Boissonnade · Vegeu més fotos d'aquest monument · Carregueu una nova foto d'aquest monument                                              |
| Font romànica de Cayssac                                               | Inv.  |                   | La Lobièira                                              | 44° 24′ 00″ N, 2° 39′ 45″ E / 44.4001°N,2.6624°E     | PA00094051 | Font romànica de Cayssac · Vegeu més fotos d'aquest monument · Carregueu una nova foto d'aquest monument                                               |
| Dolmen de Cayssac 1                                                    | Cat.  |                   | La Lobièira les Roques                                   | 44° 24′ 09″ N, 2° 39′ 45″ E / 44.4024°N,2.6624°E     | PA00094050 | Dolmen de Cayssac 1 · Modifica el valor a Wikidata · Carregueu una nova foto d'aquest monument                                                         |
| Castell de Planèzes                                                    | Inv.  | Segle xix         | Luc-la Primalba                                          | 44° 17′ 44″ N, 2° 32′ 16″ E / 44.295477°N,2.537732°E | PA00094242 | Castell de Planèzes · Vegeu més fotos d'aquest monument · Carregueu una nova foto d'aquest monument                                                    |
| Antiga granja monàstica de Ruffepeyre                                  | Inv.  |                   | Mairanh                                                  | 44° 23′ 49″ N, 2° 22′ 52″ E / 44.396959°N,2.381065°E | PA12000025 | Antiga granja monàstica de Ruffepeyre · Vegeu més fotos d'aquest monument · Carregueu una nova foto d'aquest monument                                  |
| Llotja-oratori del veïnat de Naves                                     | Inv.  |                   | Manhac                                                   | 44° 15′ 33″ N, 2° 29′ 12″ E / 44.2592°N,2.4868°E     | PA12000034 | Llotja-oratori del veïnat de Naves · Vegeu més fotos d'aquest monument · Carregueu una nova foto d'aquest monument                                     |
| Casal de Curlande                                                      | Inv.  |                   | Marcillac-Vallon                                         | 44° 29′ 08″ N, 2° 29′ 13″ E / 44.4855°N,2.487°E      | PA12000022 | Carregueu una nova foto d'aquest monument |
| Capella Notre-Dame de Foncourrieu i habitatge del prior                | Inv.  | 1650-1703         | Marcillac-Vallon                                         | 44° 28′ 49″ N, 2° 27′ 28″ E / 44.480206°N,2.45781°E  | PA00094053 | Capella Notre-Dame de Foncourrieu i habitatge del prior · Vegeu més fotos d'aquest monument · Carregueu una nova foto d'aquest monument                |
| Castell del Bousquet                                                   | Cat.  |                   | Montpeirós                                               | 44° 39′ 24″ N, 2° 48′ 27″ E / 44.6568°N,2.8076°E     | PA00094071 | Castell del Bousquet · Vegeu més fotos d'aquest monument · Carregueu una nova foto d'aquest monument                                                   |
| Pont sobre l'Avairon                                                   | Inv.  |                   | Montrosièr C.I.C. 59                                     | 44° 24′ 20″ N, 2° 44′ 40″ E / 44.405506°N,2.744508°E | PA00094073 | Pont sobre l'Avairon · Vegeu més fotos d'aquest monument · Carregueu una nova foto d'aquest monument                                                   |
| Castell                                                                | Inv.  |                   | Montrosièr                                               | 44° 24′ 22″ N, 2° 44′ 46″ E / 44.406025°N,2.746033°E | PA00094072 | Castell · Vegeu més fotos d'aquest monument · Carregueu una nova foto d'aquest monument                                                                |
| Castell Mage i castell de la Servairie                                 | Cat.  |                   | Moret de Dordon                                          | 44° 31′ 06″ N, 2° 30′ 48″ E / 44.518304°N,2.513387°E | PA00125556 | Castell Mage i castell de la Servairie · Vegeu més fotos d'aquest monument · Carregueu una nova foto d'aquest monument                                 |
| Maison Renaissance                                                     | Inv.  |                   | Lo Mur de Barrés Grande-Rue                              | 44° 50′ 41″ N, 2° 39′ 37″ E / 44.844638°N,2.660297°E | PA00094079 | Maison Renaissance · Vegeu més fotos d'aquest monument · Carregueu una nova foto d'aquest monument                                                     |
| Castell de Venzac                                                      | Inv.  | Segles XVII-XVIII | Lo Mur de Barrés                                         | 44° 52′ 01″ N, 2° 39′ 51″ E / 44.866944°N,2.664167°E | PA00094234 | Castell de Venzac · Vegeu més fotos d'aquest monument · Carregueu una nova foto d'aquest monument                                                      |
| Vella torre fent de porta de vila                                      | Cat.  | 1440              | Lo Mur de Barrés                                         | 44° 50′ 38″ N, 2° 39′ 37″ E / 44.843922°N,2.660236°E | PA00094080 | Vella torre fent de porta de vila · Vegeu més fotos d'aquest monument · Carregueu una nova foto d'aquest monument                                      |
| Església de Bromme                                                     | Cat.  |                   | Lo Mur de Barrés Bromme                                  | 44° 53′ 02″ N, 2° 40′ 19″ E / 44.883889°N,2.671809°E | PA00094078 | Església de Bromme · Vegeu més fotos d'aquest monument · Carregueu una nova foto d'aquest monument                                                     |
| Església Saint-Thomas-de-Cantorbéry                                    | Cat.  |                   | Lo Mur de Barrés                                         | 44° 50′ 41″ N, 2° 39′ 38″ E / 44.844585°N,2.660577°E | PA00094077 | Església Saint-Thomas-de-Cantorbéry · Vegeu més fotos d'aquest monument · Carregueu una nova foto d'aquest monument                                    |
| Zona arqueològica del dolmen de la Vitarelle III                       | Inv.  |                   | Muret del Castèl                                         | 44° 28′ 49″ N, 2° 33′ 40″ E / 44.480156°N,2.561165°E | PA12000016 | Carregueu una nova foto d'aquest monument |
| Porta dels Anglais                                                     | Inv.  | 1424              | Naucèla a l'entrada de la V.C. 11                        | 44° 11′ 53″ N, 2° 20′ 26″ E / 44.197946°N,2.340686°E | PA00094092 | Porta dels Anglais · Vegeu més fotos d'aquest monument · Carregueu una nova foto d'aquest monument                                                     |
| Creu de terme de gres rosa                                             | Cat.  | Segle XV          | Olemps a l'entrada de la vila, pel sud                   | 44° 20′ 48″ N, 2° 33′ 11″ E / 44.34666°N,2.55303°E   | PA00094094 | Creu de terme de gres rosa · Vegeu més fotos d'aquest monument · Carregueu una nova foto d'aquest monument                                             |
| Església Saint-Joseph l'Artisan                                        | Inv.  | 1962              | Ònes rue des Lilas                                       | 44° 21′ 53″ N, 2° 35′ 26″ E / 44.364706°N,2.590543°E | PA12000035 | Església Saint-Joseph l'Artisan · Vegeu més fotos d'aquest monument · Carregueu una nova foto d'aquest monument                                        |
| Castell de Canac                                                       | Cat.  |                   | Ònes Canac                                               | 44° 21′ 52″ N, 2° 34′ 45″ E / 44.364365°N,2.57905°E  | PA00094235 | Castell de Canac · Vegeu més fotos d'aquest monument · Carregueu una nova foto d'aquest monument                                                       |
| Castell i la seva capella, actualment església parroquial              | Inv.  | Segles XIII-XV    | Ònes                                                     | 44° 23′ 27″ N, 2° 32′ 21″ E / 44.390872°N,2.539122°E | PA00094095 | Castell i la seva capella, actualment església parroquial · Vegeu més fotos d'aquest monument · Carregueu una nova foto d'aquest monument              |
| Zona arqueològica del dolmen de Luc I                                  | Inv.  |                   | Palmàs                                                   | 44° 24′ 56″ N, 2° 49′ 41″ E / 44.4156°N,2.828°E      | PA00132662 | Carregueu una nova foto d'aquest monument |
| Església                                                               | Inv.  |                   | Palmàs                                                   | 44° 23′ 41″ N, 2° 50′ 29″ E / 44.394619°N,2.841362°E | PA00094096 | Església · Vegeu més fotos d'aquest monument · Carregueu una nova foto d'aquest monument                                                               |
| Castell de Galinières, antiga granja monàstica i els seus annexes      | Cat.  | 1371              | Pèiraficha d'Òlt                                         | 44° 25′ 23″ N, 2° 54′ 06″ E / 44.42306°N,2.90167°E   | PA00094099 | Castell de Galinières, antiga granja monàstica i els seus annexes · Vegeu més fotos d'aquest monument · Carregueu una nova foto d'aquest monument      |
| Església                                                               | Inv.  |                   | Pèiraficha d'Òlt                                         | 44° 26′ 39″ N, 2° 56′ 52″ E / 44.4443°N,2.9477°E     | PA00094098 | Església · Vegeu més fotos d'aquest monument · Carregueu una nova foto d'aquest monument                                                               |
| Església du Poujol                                                     | Inv.  |                   | Lo Pont de Salars Hameau de Camboulas                    | 44° 16′ 23″ N, 2° 41′ 52″ E / 44.273028°N,2.697911°E | PA00094102 | Església du Poujol · Vegeu més fotos d'aquest monument · Carregueu una nova foto d'aquest monument                                                     |
| Pont Saint-Georges de Camboulas sobre el Viaur                         | Inv.  | Segle XII         | Lo Pont de Salars                                        | 44° 16′ 14″ N, 2° 42′ 00″ E / 44.270625°N,2.700114°E | PA00094103 | Pont Saint-Georges de Camboulas sobre el Viaur · Vegeu més fotos d'aquest monument · Carregueu una nova foto d'aquest monument                         |
| Església                                                               | Cat.  |                   | Pradas d'Aubrac                                          | 44° 32′ 00″ N, 2° 56′ 20″ E / 44.533223°N,2.938975°E | PA00094105 | Església · Vegeu més fotos d'aquest monument · Carregueu una nova foto d'aquest monument                                                               |
| Capella Saint-Clair de Verdun                                          | Inv.  |                   | Quins                                                    | 44° 14′ 23″ N, 2° 22′ 22″ E / 44.239601°N,2.372654°E | PA12000018 | Capella Saint-Clair de Verdun · Vegeu més fotos d'aquest monument · Carregueu una nova foto d'aquest monument                                          |
| Casa                                                                   | Inv.  |                   | Rodés 4 place Adrien-Rozier                              | 44° 21′ 01″ N, 2° 34′ 27″ E / 44.350324°N,2.574145°E | PA00094120 | Casa · Vegeu més fotos d'aquest monument · Carregueu una nova foto d'aquest monument                                                                   |
| Casa                                                                   | Inv.  |                   | Rodés 2 rue d'Armagnac                                   | 44° 20′ 55″ N, 2° 34′ 30″ E / 44.348567°N,2.575011°E | PA00094121 | Casa · Carregueu una nova foto d'aquest monument |
| Casa                                                                   | Inv.  |                   | Rodés 4 rue d'Armagnac                                   | 44° 20′ 55″ N, 2° 34′ 29″ E / 44.348621°N,2.57466°E  | PA00094122 | Casa · Carregueu una nova foto d'aquest monument |
| Casa                                                                   | Inv.  |                   | Rodés 4 rue du Bal                                       | 44° 20′ 55″ N, 2° 34′ 27″ E / 44.348663°N,2.574263°E | PA00094123 | Casa · Vegeu més fotos d'aquest monument · Carregueu una nova foto d'aquest monument                                                                   |
| Casa                                                                   | Inv.  |                   | Rodés 1 rue de la Barrière                               | 44° 20′ 54″ N, 2° 34′ 34″ E / 44.348431°N,2.576041°E | PA00094124 | Casa · Carregueu una nova foto d'aquest monument |
| Hôtel de Bonald                                                        | Inv.  |                   | Rodés 5bis, 7 rue de Bonald                              | 44° 21′ 06″ N, 2° 34′ 33″ E / 44.351586°N,2.575736°E | PA00094243 | Hôtel de Bonald · Vegeu més fotos d'aquest monument · Carregueu una nova foto d'aquest monument                                                        |
| Casa                                                                   | Inv.  |                   | Rodés 4 impasse Cambon                                   | 44° 21′ 05″ N, 2° 34′ 29″ E / 44.351465°N,2.574724°E | PA00094125 | Casa · Vegeu més fotos d'aquest monument · Carregueu una nova foto d'aquest monument                                                                   |
| Presbiteri de la catedral                                              | Inv.  |                   | Rodés 6 impasse Cambon                                   | 44° 21′ 07″ N, 2° 34′ 29″ E / 44.351847°N,2.574848°E | PA00094133 | Presbiteri de la catedral · Vegeu més fotos d'aquest monument · Carregueu una nova foto d'aquest monument                                              |
| Casa                                                                   | Inv.  |                   | Rodés 19 rue de l'Embergue                               | 44° 21′ 07″ N, 2° 34′ 36″ E / 44.351834°N,2.57672°E  | PA00094232 | Casa · Vegeu més fotos d'aquest monument · Carregueu una nova foto d'aquest monument                                                                   |
| Hôtel Séguret                                                          | Inv.  |                   | Rodés 24 rue de l'Embergue                               | 44° 21′ 06″ N, 2° 34′ 36″ E / 44.35177°N,2.576758°E  | PA00094115 | Hôtel Séguret · Vegeu més fotos d'aquest monument · Carregueu una nova foto d'aquest monument                                                          |
| Maison de Benoît                                                       | Cat.  |                   | Rodés 2 place d'Estaing                                  | 44° 21′ 01″ N, 2° 34′ 30″ E / 44.350403°N,2.574867°E | PA00094119 | Maison de Benoît · Vegeu més fotos d'aquest monument · Carregueu una nova foto d'aquest monument                                                       |
| Maison de l'Annonciation, casa renaixentista                           | Cat.  |                   | Rodés 2 rue Eugène-Viala                                 | 44° 20′ 57″ N, 2° 34′ 31″ E / 44.34906°N,2.575363°E  | PA00094126 | Maison de l'Annonciation, casa renaixentista · Vegeu més fotos d'aquest monument · Carregueu una nova foto d'aquest monument                           |
| Hôtel du Cheval Noir                                                   | Inv.  |                   | Rodés 2 rue Girard                                       | 44° 20′ 58″ N, 2° 34′ 22″ E / 44.349446°N,2.572667°E | PA00094114 | Hôtel du Cheval Noir · Carregueu una nova foto d'aquest monument                                                                                       |
| Antic col·legi dels Jésuites o antic lycée Foch                        | Cat.  |                   | Rodés 2 place du Maréchal-Foch                           | 44° 20′ 58″ N, 2° 34′ 25″ E / 44.349358°N,2.57356°E  | PA00094111 | Antic col·legi dels Jésuites o antic lycée Foch · Vegeu més fotos d'aquest monument · Carregueu una nova foto d'aquest monument                        |
| Maison d'Armagnac                                                      | Cat.  |                   | Rodés place de l'Olmet                                   | 44° 20′ 55″ N, 2° 34′ 31″ E / 44.348665°N,2.57514°E  | PA00094118 | Maison d'Armagnac · Vegeu més fotos d'aquest monument · Carregueu una nova foto d'aquest monument                                                      |
| Maison du Chapître                                                     | Cat.  |                   | Rodés 2 rue Panavayre                                    | 44° 21′ 01″ N, 2° 34′ 26″ E / 44.350411°N,2.573909°E | PA00094127 | Maison du Chapître · Vegeu més fotos d'aquest monument · Carregueu una nova foto d'aquest monument                                                     |
| Prefectura                                                             | Inv.  |                   | Rodés place de la Préfecture (place Charles de Gaulle)   | 44° 20′ 58″ N, 2° 34′ 29″ E / 44.34944°N,2.57472°E   | PA00094132 | Prefectura · Vegeu més fotos d'aquest monument · Carregueu una nova foto d'aquest monument                                                             |
| Casa                                                                   | Inv.  |                   | Rodés 6 place de la Préfecture (place Charles de Gaulle) | 44° 20′ 59″ N, 2° 34′ 30″ E / 44.349701°N,2.575027°E | PA00094128 | Casa · Vegeu més fotos d'aquest monument · Carregueu una nova foto d'aquest monument                                                                   |
| Casa                                                                   | Inv.  |                   | Rodés 2 carrefour Saint-Etienne; passage Mazel           | 44° 20′ 59″ N, 2° 34′ 32″ E / 44.349609°N,2.575486°E | PA00094130 | Casa · Carregueu una nova foto d'aquest monument |
| Edificis                                                               | Cat.  |                   | Rodés 3 rue Saint-Just                                   | 44° 20′ 56″ N, 2° 34′ 36″ E / 44.348886°N,2.576589°E | PA00094116 | Edificis · Vegeu més fotos d'aquest monument · Carregueu una nova foto d'aquest monument                                                               |
| Casa                                                                   | Inv.  |                   | Rodés 2 rue Sainte-Catherine                             | 44° 20′ 56″ N, 2° 34′ 35″ E / 44.348773°N,2.576353°E | PA00094129 | Casa · Carregueu una nova foto d'aquest monument |
| Maison des Anglais                                                     | Cat.  |                   | Rodés rue du Thouat                                      | 44° 21′ 01″ N, 2° 34′ 31″ E / 44.350331°N,2.575235°E | PA00094117 | Maison des Anglais · Vegeu més fotos d'aquest monument · Carregueu una nova foto d'aquest monument                                                     |
| Església del Sacré-Coeur                                               | Inv.  | 1886              | Rodés                                                    | 44° 21′ 23″ N, 2° 34′ 41″ E / 44.356491°N,2.577945°E | PA12000039 | Església del Sacré-Coeur · Vegeu més fotos d'aquest monument · Carregueu una nova foto d'aquest monument                                               |
| Pont de La Guioule-sous-Rodez                                          | Inv.  | 1320              | Rodés                                                    | 44° 21′ 12″ N, 2° 34′ 52″ E / 44.353332°N,2.581178°E | PA00094131 | Pont de La Guioule-sous-Rodez · Vegeu més fotos d'aquest monument · Carregueu una nova foto d'aquest monument                                          |
| Antic bisbat                                                           | Inv.  |                   | Rodés                                                    | 44° 21′ 06″ N, 2° 34′ 27″ E / 44.35164°N,2.574284°E  | PA00094113 | Antic bisbat · Vegeu més fotos d'aquest monument · Carregueu una nova foto d'aquest monument                                                           |
| Església Saint-Amans                                                   | Inv.  | 1758-1773         | Rodés                                                    | 44° 20′ 53″ N, 2° 34′ 30″ E / 44.347964°N,2.574866°E | PA00094112 | Església Saint-Amans · Vegeu més fotos d'aquest monument · Carregueu una nova foto d'aquest monument                                                   |
| Castell de Saint-Félix                                                 | Inv.  | 1606              | Rodés                                                    | 44° 21′ 57″ N, 2° 34′ 00″ E / 44.3657°N,2.5667°E     | PA00094110 | Castell de Saint-Félix · Carregueu una nova foto d'aquest monument                                                                                     |
| Antiga cartoixa                                                        | Inv.  | 1749              | Rodés rue Eugène-Loup                                    | 44° 21′ 09″ N, 2° 33′ 44″ E / 44.35241°N,2.562324°E  | PA00094109 | Antiga cartoixa · Vegeu més fotos d'aquest monument · Carregueu una nova foto d'aquest monument                                                        |
| Catedral Notre-Dame                                                    | Cat.  |                   | Rodés                                                    | 44° 21′ 03″ N, 2° 34′ 26″ E / 44.350833°N,2.57389°E  | PA00094108 | Catedral Notre-Dame · Vegeu més fotos d'aquest monument · Carregueu una nova foto d'aquest monument                                                    |
| Zona arqueològica del dolmen del Roc de la Françoune                   | Inv.  |                   | Rodèsla                                                  | 44° 27′ 49″ N, 2° 37′ 55″ E / 44.4635°N,2.6319°E     | PA00132663 | Zona arqueològica del dolmen del Roc de la Françoune · Vegeu més fotos d'aquest monument · Carregueu una nova foto d'aquest monument                   |
| Castell de Dalmayrac                                                   | Inv.  |                   | Rodèsla                                                  | 44° 27′ 08″ N, 2° 36′ 24″ E / 44.4522°N,2.6067°E     | PA00125557 | Castell de Dalmayrac · Vegeu més fotos d'aquest monument · Carregueu una nova foto d'aquest monument                                                   |
| Església                                                               | Cat.  |                   | Rodèsla                                                  | 44° 29′ 26″ N, 2° 37′ 36″ E / 44.490519°N,2.626696°E | PA00094236 | Església · Vegeu més fotos d'aquest monument · Carregueu una nova foto d'aquest monument                                                               |
| Església de Lagnac                                                     | Inv.  |                   | Rodèsla Lagnac                                           | 44° 29′ 23″ N, 2° 36′ 40″ E / 44.489758°N,2.611132°E | PA00094107 | Església de Lagnac · Vegeu més fotos d'aquest monument · Carregueu una nova foto d'aquest monument                                                     |
| Església Saint-Amans de Cadayrac                                       | Inv.  |                   | Las Salas del Comtal                                     | 44° 27′ 53″ N, 2° 33′ 25″ E / 44.464699°N,2.556928°E | PA12000032 | Església Saint-Amans de Cadayrac · Vegeu més fotos d'aquest monument · Carregueu una nova foto d'aquest monument                                       |
| Zona arqueològica del dolmen III dels Vézinies                         | Inv.  |                   | Las Salas del Comtal                                     | 44° 26′ 07″ N, 2° 31′ 30″ E / 44.4353°N,2.525°E      | PA12000009 | Zona arqueològica del dolmen III dels Vézinies · Modifica el valor a Wikidata · Carregueu una nova foto d'aquest monument                              |
| Zona arqueològica del dolmen de Seveyrac o de Perignagol II            | Inv.  |                   | Las Salas del Comtal                                     | 44° 25′ 45″ N, 2° 28′ 00″ E / 44.4293°N,2.4667°E     | PA12000008 | Carregueu una nova foto d'aquest monument |
| Castell del Colombier                                                  | Inv.  | Segles XIV-XV     | Las Salas del Comtal                                     | 44° 29′ 16″ N, 2° 31′ 47″ E / 44.4877°N,2.5297°E     | PA00135446 | Castell del Colombier · Vegeu més fotos d'aquest monument · Carregueu una nova foto d'aquest monument                                                  |
| Zona arqueològica del dolmen de Pérignagol I                           | Inv.  |                   | Las Salas del Comtal                                     | 44° 25′ 29″ N, 2° 27′ 55″ E / 44.42483°N,2.46515°E   | PA00132665 | Zona arqueològica del dolmen de Pérignagol I · Vegeu més fotos d'aquest monument · Carregueu una nova foto d'aquest monument                           |
| Castell de Cougousse                                                   | Inv.  | Segles XVI-XVII   | Las Salas del Comtal                                     | 44° 27′ 12″ N, 2° 28′ 25″ E / 44.45321°N,2.473584°E  | PA00125559 | Castell de Cougousse · Vegeu més fotos d'aquest monument · Carregueu una nova foto d'aquest monument                                                   |
| Zona arqueològica del dolmen I de Montaubert                           | Inv.  |                   | Las Salas del Comtal                                     | 44° 27′ 15″ N, 2° 32′ 17″ E / 44.4542°N,2.5381°E     | PA00125558 | Carregueu una nova foto d'aquest monument |
| Casa del segle xviii                                                   | Inv.  | Segles XVIII-XIX  | Las Salas del Comtal Sainte-Austremoine                  | 44° 26′ 57″ N, 2° 29′ 17″ E / 44.449044°N,2.488162°E | PA00094180 | Casa del segle xviii · Carregueu una nova foto d'aquest monument                                                                                       |
| Església de Souyris                                                    | Inv.  |                   | Las Salas del Comtal                                     | 44° 24′ 37″ N, 2° 31′ 17″ E / 44.410208°N,2.521461°E | PA00094179 | Església de Souyris · Vegeu més fotos d'aquest monument · Carregueu una nova foto d'aquest monument                                                    |
| Església Sainte-Austremoine                                            | Cat.  |                   | Las Salas del Comtal                                     | 44° 26′ 58″ N, 2° 29′ 37″ E / 44.44949°N,2.493508°E  | PA00094178 | Església Sainte-Austremoine · Vegeu més fotos d'aquest monument · Carregueu una nova foto d'aquest monument                                            |
| Església du Bourg                                                      | Cat.  |                   | Las Salas del Comtal                                     | 44° 26′ 08″ N, 2° 30′ 41″ E / 44.435426°N,2.511446°E | PA00094177 | Església du Bourg · Vegeu més fotos d'aquest monument · Carregueu una nova foto d'aquest monument                                                      |
| Dolmen i túmul del Genevrier                                           | Cat.  |                   | Las Salas del Comtal Pierre Leborde                      | 44° 27′ 30″ N, 2° 29′ 50″ E / 44.4582°N,2.49723°E    | PA00094176 | Dolmen i túmul del Genevrier · Carregueu una nova foto d'aquest monument                                                                               |
| Dolmen de Saint-Antonin                                                | Cat.  |                   | Las Salas del Comtal le Rigal                            | 44° 28′ 30″ N, 2° 32′ 11″ E / 44.4751°N,2.5365°E     | PA00094175 | Dolmen de Saint-Antonin · Vegeu més fotos d'aquest monument · Carregueu una nova foto d'aquest monument                                                |
| Creu datada del 1789                                                   | Inv.  | 1789              | Las Salas del Comtal                                     | 44° 24′ 36″ N, 2° 31′ 17″ E / 44.4101°N,2.5214°E     | PA00094174 | Creu datada del 1789 · Vegeu més fotos d'aquest monument · Carregueu una nova foto d'aquest monument                                                   |
| Castell de la Garde                                                    | Inv.  | Segle XVII        | Las Salas del Comtal                                     | 44° 27′ 41″ N, 2° 34′ 04″ E / 44.461336°N,2.567717°E | PA00094173 | Castell de la Garde · Vegeu més fotos d'aquest monument · Carregueu una nova foto d'aquest monument                                                    |
| Pont des Pélerins                                                      | Inv.  |                   | Sanch Èli d'Aubrac                                       | 44° 35′ 20″ N, 2° 55′ 18″ E / 44.588917°N,2.921528°E | PA12000036 | Pont des Pélerins · Vegeu més fotos d'aquest monument · Carregueu una nova foto d'aquest monument                                                      |
| Torre de Bonnefon                                                      | Inv.  |                   | Sanch Èli d'Aubrac                                       | 44° 34′ 10″ N, 2° 56′ 28″ E / 44.56937°N,2.941006°E  | PA00094141 | Torre de Bonnefon · Modifica el valor a Wikidata · Carregueu una nova foto d'aquest monument                                                           |
| Església Notre-Dame-des-Pauvres                                        | Cat.  |                   | Sanch Èli d'Aubrac                                       | 44° 37′ 20″ N, 2° 59′ 14″ E / 44.622319°N,2.987351°E | PA00094140 | Església Notre-Dame-des-Pauvres · Vegeu més fotos d'aquest monument · Carregueu una nova foto d'aquest monument                                        |
| Antic castell de la família dels Castelnau, actualment casa de la vila | Inv.  |                   | Sant Cosme                                               | 44° 30′ 55″ N, 2° 48′ 54″ E / 44.515334°N,2.814876°E | PA12000019 | Antic castell de la família dels Castelnau, actualment casa de la vila · Vegeu més fotos d'aquest monument · Carregueu una nova foto d'aquest monument |
| Antiga església Saint-Pierre de Boisse o dels Pénitents                | Cat.  |                   | Sant Cosme                                               | 44° 31′ 00″ N, 2° 48′ 56″ E / 44.516644°N,2.815563°E | PA00094241 | Antiga església Saint-Pierre de Boisse o dels Pénitents · Vegeu més fotos d'aquest monument · Carregueu una nova foto d'aquest monument                |
| Portal romànic de Levignac                                             | Inv.  | Segle XII         | Sant Cosme                                               | 44° 30′ 48″ N, 2° 47′ 56″ E / 44.51344°N,2.79889°E   | PA00094143 | Portal romànic de Levignac · Vegeu més fotos d'aquest monument · Carregueu una nova foto d'aquest monument                                             |
| Església de Sant Cosme                                                 | Inv.  |                   | Sant Cosme                                               | 44° 30′ 54″ N, 2° 48′ 55″ E / 44.515076°N,2.815255°E | PA00094142 | Església de Sant Cosme · Vegeu més fotos d'aquest monument · Carregueu una nova foto d'aquest monument                                                 |
| Creu del segle xvi                                                     | Inv.  | Segles XV-XVI     | Sant Jurvèva Orlhaguet                                   | 44° 48′ 50″ N, 2° 45′ 12″ E / 44.813995°N,2.753315°E | PA00094153 | Creu del segle xvi · Vegeu més fotos d'aquest monument · Carregueu una nova foto d'aquest monument                                                     |
| Capella de Mels                                                        | Inv.  |                   | Sant Jurvèva                                             | 44° 48′ 40″ N, 2° 43′ 42″ E / 44.81109°N,2.728289°E  | PA00094152 | Capella de Mels · Carregueu una nova foto d'aquest monument                                                                                            |
| Calvari                                                                | Inv.  |                   | Sant Jurvèva Orlhaguet                                   | 44° 48′ 57″ N, 2° 45′ 15″ E / 44.815784°N,2.754132°E | PA00094151 | Calvari · Vegeu més fotos d'aquest monument · Carregueu una nova foto d'aquest monument                                                                |
| Maison Renaissance                                                     | Inv.  |                   | Santa Radegonda                                          | 44° 20′ 13″ N, 2° 37′ 39″ E / 44.337051°N,2.627376°E | PA00094163 | Maison Renaissance · Carregueu una nova foto d'aquest monument                                                                                         |
| Església d'Inières                                                     | Cat.  |                   | Santa Radegonda                                          | 44° 18′ 27″ N, 2° 39′ 19″ E / 44.307572°N,2.655171°E | PA00094162 | Església d'Inières · Vegeu més fotos d'aquest monument · Carregueu una nova foto d'aquest monument                                                     |
| Església                                                               | Cat.  |                   | Santa Radegonda                                          | 44° 20′ 12″ N, 2° 37′ 38″ E / 44.336712°N,2.627137°E | PA00094161 | Església · Carregueu una nova foto d'aquest monument                                                                                                   |
| Església parroquial Saint-Christophe                                   | Inv.  |                   | Sauvatèrra de Roergue                                    | 44° 13′ 12″ N, 2° 19′ 08″ E / 44.219971°N,2.31901°E  | PA12000020 | Església parroquial Saint-Christophe · Vegeu més fotos d'aquest monument · Carregueu una nova foto d'aquest monument                                   |
| Jaciment prehistòric del Rescoundudou                                  | Inv.  |                   | Sebasac                                                  | 44° 25′ 01″ N, 2° 34′ 25″ E / 44.416915°N,2.573735°E | PA00125560 | Carregueu una nova foto d'aquest monument |
| Castell de Montarnal                                                   | Cat.  |                   | Senèrgas Montarnal                                       | 44° 38′ 46″ N, 2° 26′ 46″ E / 44.646061°N,2.446068°E | PA00135447 | Castell de Montarnal · Vegeu més fotos d'aquest monument · Carregueu una nova foto d'aquest monument                                                   |
| Castell                                                                | Inv.  | Segles XI-XII     | Senèrgas                                                 | 44° 36′ 20″ N, 2° 29′ 09″ E / 44.605662°N,2.485722°E | PA00094185 | Castell · Vegeu més fotos d'aquest monument · Carregueu una nova foto d'aquest monument                                                                |
| Església                                                               | Inv.  |                   | Sent Aforians                                            | 44° 44′ 13″ N, 2° 43′ 43″ E / 44.736984°N,2.728589°E | PA00094168 | Església · Vegeu més fotos d'aquest monument · Carregueu una nova foto d'aquest monument                                                               |
| Creu de cementiri a doble cara                                         | Cat.  | Segle XV          | Sent Cebrian Saint-Julien-de-Malmont                     | 44° 31′ 21″ N, 2° 22′ 51″ E / 44.5226°N,2.3808°E     | PA00094145 | Creu de cementiri a doble cara · Vegeu més fotos d'aquest monument · Carregueu una nova foto d'aquest monument                                         |
| Antic hôtel de Ricard (Ecole Saint-Louis)                              | Inv.  |                   | Sent Ginièis d'Òlt 7 rue Hygonnet                        | 44° 28′ 00″ N, 2° 58′ 23″ E / 44.466696°N,2.973001°E | PA12000001 | Antic hôtel de Ricard (Ecole Saint-Louis) · Vegeu més fotos d'aquest monument · Carregueu una nova foto d'aquest monument                              |
| Antic hôtel du Ravieux                                                 | Cat.  |                   | Sent Ginièis d'Òlt rue du Ravieux                        | 44° 27′ 57″ N, 2° 58′ 17″ E / 44.46572°N,2.97133°E   | PA00094157 | Antic hôtel du Ravieux · Vegeu més fotos d'aquest monument · Carregueu una nova foto d'aquest monument                                                 |
| Antic hospici                                                          | Cat.  |                   | Sent Ginièis d'Òlt                                       | 44° 27′ 54″ N, 2° 58′ 19″ E / 44.465134°N,2.972011°E | PA00094156 | Antic hospici · Vegeu més fotos d'aquest monument · Carregueu una nova foto d'aquest monument                                                          |
| Església parroquial                                                    | Cat.  |                   | Sent Ginièis d'Òlt                                       | 44° 28′ 01″ N, 2° 58′ 15″ E / 44.466897°N,2.970938°E | PA00094155 | Església parroquial · Vegeu més fotos d'aquest monument · Carregueu una nova foto d'aquest monument                                                    |
| Antic convent dels Pénitents                                           | Cat.  |                   | Sent Ginièis d'Òlt                                       | 44° 27′ 57″ N, 2° 58′ 23″ E / 44.465884°N,2.973097°E | PA00094154 | Antic convent dels Pénitents · Vegeu més fotos d'aquest monument · Carregueu una nova foto d'aquest monument                                           |
| Església                                                               | Cat.  |                   | Senta Aulària                                            | 44° 27′ 53″ N, 2° 56′ 47″ E / 44.464786°N,2.946359°E | PA00094149 | Església · Vegeu més fotos d'aquest monument · Carregueu una nova foto d'aquest monument                                                               |
| Castell                                                                | Inv.  | Segle XV          | Senta Aulària                                            | 44° 27′ 51″ N, 2° 56′ 46″ E / 44.464087°N,2.946161°E | PA00094148 | Castell · Vegeu més fotos d'aquest monument · Carregueu una nova foto d'aquest monument                                                                |
| Zona arqueològica del dolmen dels Cayroules 1                          | Inv.  |                   | Severac de la Glèisa                                     | 44° 22′ 12″ N, 2° 51′ 57″ E / 44.369887°N,2.865814°E | PA00135448 | Carregueu una nova foto d'aquest monument |
| Església                                                               | Cat.  |                   | Las Sots                                                 | 44° 29′ 14″ N, 2° 51′ 48″ E / 44.487285°N,2.863417°E | PA00094046 | Església · Vegeu més fotos d'aquest monument · Carregueu una nova foto d'aquest monument                                                               |
| Castell de Roquelaure                                                  | Cat.  | Segle XII         | Las Sots Roquelaure                                      | 44° 29′ 34″ N, 2° 49′ 22″ E / 44.492896°N,2.822769°E | PA00094045 | Castell de Roquelaure · Vegeu més fotos d'aquest monument · Carregueu una nova foto d'aquest monument                                                  |
| Viaducte del Viaur                                                     | Inv.  |                   | Tauriac de Naucèla i Tanús 1897-1902                     | 44° 07′ 25″ N, 2° 19′ 52″ E / 44.123644°N,2.331072°E | PA00094189 | Viaducte del Viaur · Vegeu més fotos d'aquest monument · Carregueu una nova foto d'aquest monument                                                     |
| Església Notre-Dame                                                    | Cat.  |                   | Terondèls                                                | 44° 53′ 47″ N, 2° 45′ 35″ E / 44.896368°N,2.759749°E | PA00094191 | Església Notre-Dame · Vegeu més fotos d'aquest monument · Carregueu una nova foto d'aquest monument                                                    |
| Capella de Laussac                                                     | Inv.  |                   | Terondèls                                                | 44° 51′ 12″ N, 2° 46′ 27″ E / 44.853305°N,2.774145°E | PA00094190 | Capella de Laussac · Vegeu més fotos d'aquest monument · Carregueu una nova foto d'aquest monument                                                     |
| Porta de la vila                                                       | Inv.  | Segle XIV         | Vilacomtal                                               | 44° 32′ 22″ N, 2° 33′ 50″ E / 44.539449°N,2.563838°E | PA00094258 | Porta de la vila · Carregueu una nova foto d'aquest monument                                                                                           |
| Capella de Servières                                                   | Inv.  |                   | Vilacomtal Servières                                     | 44° 33′ 11″ N, 2° 33′ 36″ E / 44.553178°N,2.560094°E | PA00094257 | Capella de Servières · Vegeu més fotos d'aquest monument · Carregueu una nova foto d'aquest monument                                                   |